# František Samek
František Samek (10. června 1876 Liboměřice – 11. září 1940 Praha) byl československý politik a poslanec Národního shromáždění.

## Biografie
Po studiu na gymnáziu a na vysoké škole získal v roce 1904 titul doktora práv. Krátce působil v soudní praxi, od roku 1903 nastoupil do pražské obchodní a živnostenské komory. Roku 1911 byl jmenován náměstkem jejího sekretáře, roku 1919 sekretářem a v roce 1923 se stal generálním sekretářem této komory. Ve funkci setrval do roku 1932. Angažoval se v podnikatelských a obchodnických spolcích.
Po parlamentních volbách v roce 1920 získal za Československou národní demokracii poslanecké křeslo v Národním shromáždění. Mandát ovšem nabyl až dodatečně roku 1924 jako náhradník poté, co rezignoval poslanec Václav Veverka. Mandát v parlamentních volbách v roce 1925 obhájil.
Podle údajů k roku 1925 byl povoláním generálním sekretářem Obchodní a živnostenské komory v Praze.
Zemřel po dlouhé nemoci v září 1940. Pohřeb se konal 14. září 1940 z kostela svatého Gotharda na Bubenečský hřbitov.